# 梅津弥英子
梅津 弥英子（うめづ やえこ、1978年（昭和53年）1月30日 - ）は、フジテレビのアナウンサー。

## 来歴・人物
東京都目黒区出身。田園調布雙葉中学校・高等学校、青山学院大学文学部仏文科卒業。中学・高校時代はソフトボール部に所属し、大学在学中に第23代ミス青山学院大学となる。
大学在学中は、高石百合子の芸名でキャスター事務所セント・フォースに所属し、『スーパーナイト』などに天気キャスターとして出演していた。本人によれば、自分の名前、特に「弥英子」が嫌で芸名をつけたという。
2000年、フジテレビ入社。同期のアナウンサーは千野志麻（2005年12月退社）、政井マヤ（2007年9月退社）に加え、当時共同テレビジョンからフジテレビに出向していた相川梨絵（元セント・フォース所属。2012年3月引退）、安藤幸代（元ハーモニープロモーション所属、現在はセント・フォース所属）、滝川クリステル（現フォニックス所属。）の計5人。滝川は大学時代の同級生でもある（共同テレビはフジテレビと兄弟会社の関係にある）。地上デジタル放送推進プロジェクトの初代フジテレビ代表としてイベントなどに参加したこともある。私生活では2005年2月4日、フジテレビバラエティ制作センターのディレクター出口敬生と結婚、妊娠2か月であることを発表した。2005年8月に第1子となる男児を出産し、2006年7月6日に復帰。2009年5月には第2子となる女児を出産し、2010年4月6日に復帰した。

## 出演番組

### 学生時代
- スーパーナイト ※青山学院大学在学中セント・フォースに所属しており、「高石百合子」名義として出演していた。
- 高石百合子のallnightnippon-r（2000年7月13日）

### フジテレビ勤務時
報道・情報番組（地上波）
| 期間                               | 期間                               | 番組名                            | 役職                                                    | 担当日     | 備考 |
| ---------------------------------- | ---------------------------------- | --------------------------------- | ------------------------------------------------------- | ---------- | --- |
| 2001年4月2日                       | 2003年3月25日                      | すぽると!                         | パートナー担当                                          | 火曜日     | |
| 2001年4月5日                       | 2002年12月                         | めざまし天気                      | 司会                                                    | 木・金曜日 | |
| 2001年3月31日                      | 2003年9月28日                      | FNNスーパーニュースWEEKEND        | スポーツキャスター                                      | 休日       | |
| 2001年4月7日                       | 2001年9月29日                      | お台場2★4★8 スーパーウォッ!チャ   | コーナーキャスター                                      | 土曜日     | |
| 2003年1月6日                       | 2003年3月26日                      | めざまし新聞                      | 司会                                                    | 月～水曜日 | |
| 2003年4月2日                       | 2003年6月27日                      | めざまし新聞for BIZ               | 司会                                                    | 水～金曜日 | |
| 2003年7月2日                       | 2003年9月26日                      | めざビズ                          | 司会                                                    | 水～金曜日 | |
| 2003年10月5日                      | 2005年3月26日                      | めざましどようび                  | スポーツキャスター                                      | 土曜日     | 2004年10月2日からは、エンタメキャスターも兼務                                                                                    |
| 2004年1月                          | 2004年2月27日                      | とくダネ!発 GO-ガイ!              | 司会                                                    | 金曜日     | |
| 2007年4月4日                       | 2009年3月25日                      | レインボー発                      | キャスター                                              | 水曜日     | |
| 2007年8月30日                      | 2007年8月30日                      | わかってちょーだい!               | 代役MC                                                  | 木曜日     | |
| 2007年10月2日                      | 2008年3月25日                      | ハピふる!                         | プレゼンター                                            | 火曜日     | |
| 2008年3月31日                      | 2008年9月24日                      | ハピふる!                         | プレゼンター                                            | 月曜日     | |
| 2010年4月1日 および 2010年11月25日 | 2010年9月30日 および 2011年3月24日 | レインボー発                      | キャスター                                              | 木曜日     | |
| 2010年10月2日 および 2013年4月6日  | 2011年3月27日 および 2014年3月30日 | FNNスーパーニュースWEEKEND        | キャスター                                              | 休日       | 以前は、武田祐子の代役を担当 |
| 2011年3月28日                      | 2012年9月28日                      | FNNスーパーニュース               | 『文化芸能部』キャスター兼『ズバリ天気!』パートナー担当 | 平日       | |
| 2012年4月2日                       | 2012年9月28日                      | FNNスーパーニュース               | フィールドキャスター                                    | 平日       | |
| 2014年3月24日                      | 2018年3月30日                      | 情報プレゼンター とくダネ!        | 司会                                                    | 平日       | 以前は、火・木・金曜日プレゼンターを担当                                                                                         |
| 2018年4月2日                       | 2019年3月29日                      | FNNプライムニュース デイズ        | キャスター                                              | 平日       | |
| 2019年4月7日                       | 現在                               | 日曜報道 THE PRIME                | メーンキャスター                                        | 日曜日     | |
| 2021年3月30日                      | 2021年7月7日                       | めざまし8                         | ナレーション                                            | 火・水曜日 | 下記の『バイキングMORE』→『ポップUP!』→『ぽかぽか』のニュースコーナーおよび『Live News イット!』の情報キャスターの就任に伴い降板 |
| 2021年7月12日                      | 2022年3月29日                      | バイキングMORE                    | ニュースコーナーキャスター                              | 月・火曜日 | |
| 2021年7月12日                      | 2024年9月30日                      | Live News イット!                 | 情報キャスター                                          | 月・火曜日 | |
| 2022年4月4日                       | 2022年12月20日                     | ポップUP!                         | ニュースコーナーキャスター                              | 月・火曜日 | |
| 2023年1月9日                       | 2023年3月28日                      | ぽかぽか                          | ニュースコーナーキャスター                              | 月・火曜日 | |
| 2024年10月1日                      | 現在                               | ぽかぽか                          | ナレーション                                            | 火曜日     | |
| 2024年10月25日                     | 2025年 5月2日                      | プライムオンラインTODAY（BSフジ） | キャスター                                              | 金曜日     | |
| 2025年 4月21日                     | 現在                               | プライムニュース                  | メーンキャスター                                        | 月・火曜日 | |

BS放送・バラエティ番組・ナレーター・その他
- 森田一義アワー 笑っていいとも!（テレフォンアナウンサー、2001年10月 - 2005年3月。木曜→金曜→木曜）
  - 笑っていいとも!増刊号
  - 笑っていいとも!特大号（2001年 - 2004年）
- スーパー競馬（2003年10月 - 2005年3月）
- 発掘!あるある大事典II（関西テレビ制作、2004年4月 - 2005年6月26日） ※2005年7月3日より同期の政井マヤにバトンタッチ。
- クイズ$ミリオネアアナウンサー大会（2006年7月6日・13日放送） ※事実上の復帰番組。予選筆記問題2位（90点）。
- うまッチ!（ナレーション）
- チルドレンタイムSP KIDSワークショップ（フジテレビ721）
- BSフジ競馬中継（BSフジ独自制作版）
- フジアナスタジオ まる生（2009年1月17日） - MC
- BSフジNEWS(水曜午後、木曜午後)
- プロバスケ! bjリーグtv（BSフジ、ナレーション）
- BSフジNEWS（金曜）
- ベイビーStyle（ナレーション）
- 産経テレニュースFNN（2010年9月26日、野島卓の代役）
- 皇室ご一家（2011年7月3日 - 2012年9月30日・2018年1月14日 - 2018年4月1日）
- FOR YOU〜伝えたい ありがとう〜（2013年10月9日 - 、ナレーション）
- ザ・ノンフィクション（ナレーション）
  - 「二人のシングルマザー物語」（2016年11月6日）
  - 「不幸の履歴書」（2016年5月8日）
- ヨルタモリ（コントMC）
- 畑でMarry Me! (2018年4月7日 - 12月27日) - ナレーション
- BSフジLIVE プライムニュース（2019年1月11日 - 2019年3月29日、2021年2月22日 - 24日、3月3日）

月 - 水曜メインキャスター（2019年1月11日 - 2019年3月29日）
竹内友佳の代理メインキャスター（2021年2月22日 - 24日、3月3日）
- プライムニュース SUPER（2019年1月12日 - 2019年3月30日）

テレビドラマ
- 366日 第3話（2024年4月22日）